# سیارک ۹۱۱۱
سیارک ۹۱۱۱ (به انگلیسی: 9111 Matarazzo، نامگذاری:1997BD2) نه هزار و صد و یازدهمین سیارک کشف شده‌است که در ۲۸ ژانویه ۱۹۹۷ کشف شد.
قدر مطلق سیارک برابر ۱۳٫۴۰ است.